# Neuvy-en-Mauges
Neuvy-en-Mauges korábbi község Franciaország Loire mente régiójában, Maine-et-Loire megyében. 2015. december 15-én tizenegy másik korábbi községgel egyesült és Chemillé-en-Anjou új község része lett.
Lakosainak száma 851 fő (2018. január 1.). Neuvy-en-Mauges Jallais, La Jumellière, Le Pin-en-Mauges, La Poitevinière, Sainte-Christine, Saint-Laurent-de-la-Plaine, Saint-Lézin és Saint-Quentin-en-Mauges községekkel határos.

## Népesség
A település népességének változása:
| Lakosok száma | 837  | 826  | 796  | 729  | 709  | 804  | 816  | 802  | 834  | 851  |
|               | 1962 | 1968 | 1982 | 1990 | 1999 | 2008 | 2011 | 2013 | 2017 | 2018 |